# Tell Me About Tomorrow
Tell Me About Tomorrow es el álbum de estudio debut de el cantante estadounidense y personalidad de las redes sociales Jxdn , lanzado a través del sello de Travis Barker, DTA Records, el 2 de julio de 2021.

## Fondo y grabación
Jxdn auto-lanzó su sencillo debut "Comatose" en febrero de 2020, que llamó la atención de Travis Barker, quien más tarde lo firmaría con su sello DTA Records. Después de firmar, Jxdn lanzó el sencillo "Angels & Demons" en mayo de 2020, que serviría como el primer sencillo del álbum. Esto fue seguido por el lanzamiento de los sencillos "¡So What!" en julio de 2020, y "Tonight", con Iann Dior, en octubre de 2020.
Jxdn anunció el título del álbum junto con el lanzamiento de "Better Off Dead" el 18 de diciembre de 2020.
El 4 de junio de 2021, Jxdn anunció la lista de canciones y la fecha de lanzamiento del álbum junto con el quinto sencillo del álbum, "Think About Me".
El álbum fue lanzado junto con el sencillo y el video musical de "Wanna Be", con Machine Gun Kelly, el 2 de julio de 2021.

## Temas e influencias
Los temas de Tell Me About Tomorrow se enfocan en crecer y lidiar con la salud mental y la auto-reflexión. Jxdn declaró que ha hablado sobre sus experiencias con la depresión y la ideación suicida. [1] El sonido del álbum está fuertemente inspirado en Taking Back Sunday y blink-182.
"A Wasted Year" está relacionado con las dificultades causadas por la pandemia de COVID-19. Cuenta con un coro similar a " Feeling This " de blink-182. Hossler describe el tema como "una mezcla entre el carisma de Taking Back Sunday y la simplicidad de Bleach".

## Recepción de la crítica
Calificaciones profesionales
Revisar puntuaciones
Fuente	Clasificación
Horca	4.6 / 10
La crítica de Aquarian Weekly, Debra Kate Schafer, elogió el álbum, afirmando que es "ardiente en musicalidad y líricamente conmovedor", y comparó sus estilos con " All the Small Things " de blink-182 y " Welcome to Paradise " de Green Day.
Christine Soloman, que escribe para Melodic Magazine, dijo que las primeras pistas, como "Pills" y "Think About Me", "incursionan en el pop-punk estándar, con estribillos estridentes, melodías prolongadas, ritmos de batería de alta energía y letras que haría que cualquier alma emo se sintiera escuchada". Soloman declaró que las pistas posteriores, como "Angels & Demons" y "Better Off Dead", adoptan elementos de hip hop y rock alternativo.

## Listado de pistas
| No. | Título                             | Escritor(es)                                                                                              | Productor(es)                    | Duración |
| --- | ---------------------------------- | --- | -------------------------------- | -------- |
| 1.  | "Intro"                            | | Travis Barker                    | 0:10     |
| 2.  | "Pills"                            | - Jaden Hossler - Davide Cinci - Leo Mellace - Barker                                                     | - Cinci - Mellace - Barker       | 2:27     |
| 3.  | "Think About Me"                   | - Hossler - Andrew Goldstein - Branden Steineckert - Jeph Howard - Quinn Allman - Bert McCracken - Barker | Barker                           | 3:24     |
| 4.  | "Wanna Be" (ft. Machine Gun Kelly) | - Hossler - Aaron Jennings - Colson Baker - Barker                                                        | Barker                           | 2:38     |
| 5.  | "A Wasted Year"                    | - Hossler - Goldstein - Mark Hoppus - Tom DeLonge - Barker                                                | Barker                           | 2:37     |
| 6.  | "Angels & Demons"                  | - Hossler - Keith Varon - McKay Stevens - Barker                                                          | - Varon - Barker                 | 2:40     |
| 7.  | "Interlude"                        | | Barker                           | 0:16     |
| 8.  | "One Minute"                       | - Hossler - Goldstein - Nick Long - Barker                                                                | Barker                           | 2:43     |
| 9.  | "Braindead"                        | - Hossler - Goldstein - Barker                                                                            | Barker                           | 2:48     |
| 10. | "Tonight" (ft. Iann Dior)          | - Hossler - Aldae - Dru Decaro - Michael Olmo - Nick Bailey - Barker                                      | Barker                           | 2:15     |
| 11. | "Fucked Up"                        | - Hossler - Barker                                                                                        | Barker                           | 2:50     |
| 12. | "So What!"                         | - Hossler - Jonathan Feldmann - Olivia Marsico - Barker                                                   | Barker                           | 2:21     |
| 13. | "Angels & Demons Pt. 2"            | - Hossler - Goldstein - Barker                                                                            | Barker                           | 1:52     |
| 14. | "Better Off Dead"                  | - Hossler - Goldstein - Ari Staprans Leff - Joe Kirkland - Matthew Musto - Barker                         | - Goldstein - Barker - Blackbear | 1:28     |
| 15. | "DTA"                              | - Hossler - Long - Barker                                                                                 | Barker                           | 2:35     |
| 16. | "Last Time"                        | - Hossler - Goldstein - Barker                                                                            | Barker                           | 3:01     |
| 17. | "No Vanity"                        | - Hossler - Goldstein - Barker                                                                            | - Goldstein - Barker             | 3:25     |
| 18. | "Tell Me About Tomorrow"           | - Hossler - Goldstein - Barker                                                                            | Barker                           | 3:23     |

## Personal
Jaden Hossler - voz
Travis Barker - productor, baterista
Machine Gun Kelly - voces adicionales (pista 4)
Iann Dior - voces adicionales (pista 10)

## Posicionamiento en Listas
| Listas (2021)                                          | Posición |
| ------------------------------------------------------ | -------- |
| Álbumes australianos ( ARIA )                          | 96       |
| Álbumes canadienses ( cartelera )                      | 83       |
| Billboard 200 de EE. UU .                              | 95       |
| Mejores álbumes alternativos de EE . UU. ( Billboard ) | 6        |
| Mejores álbumes de rock de EE . UU. ( Billboard )      | 13       |